# Henri Wijnoldy Daniëls
Henri Jacob Marie Wijnoldy Daniëls (Sliedrecht, 26 november 1889 – Cabourg, 20 augustus 1932) was een Nederlands schermer en militair.
Wijnoldy Daniëls nam deel aan de Olympische Zomerspelen in 1920, 1924 en 1928. Met het Nederlands team won hij in 1920 en 1924 een bronzen medaille op het onderdeel sabel. Individueel won hij met de sabel in 1921 en 1923 brons op het wereldkampioenschap schermen. In 1918 was Wijnoldy Daniëls Nederlands kampioen geworden op degen. 
Hij had een militaire carrière. Wijnoldy Daniëls doorliep de Cadettenschool in Alkmaar en kwam in 1910 van de Koninklijke Militaire Academie. Hij kwam bij de genie in Haarlem en werd in 1912 overgeplaatst naar Utrecht. In 1918 werd hij bevorderd tot kapitein. Wijnoldy Daniëls leidde de werkzaamheden na de stormramp van Borculo in 1925. Hij werd hiervoor in 1926 gedecoreerd tot ridder in de Orde van Oranje-Nassau. Wijnoldy Daniëls was eerstaanwezend ingenieur bij de genie in Gorinchem toen hij in 1929 in dezelfde functie terugkeerde in Haarlem.
Wijnoldy Daniëls overleed tijdens een schermwedstrijd in het casino van de Franse badplaats Cabourg door een embolie. Na zijn overlijden stelde de Koninklijke Officiers Schermbond een toernooi om de Wijnoldy Daniëls-beker in.